# Sympieza
Sympieza es un género con diez especies de plantas fanerógamas perteneciente a la familia Ericaceae. 
Está considerado un sinónimo del género Erica.

## Especies seleccionadas
| - Sympieza articulata - Sympieza brachyphylla - Sympieza breviflora - Sympieza capitellata - Sympieza eckloniana | - Sympieza kunthii - Sympieza labialis - Sympieza pallescens - Sympieza tenuiflora - Sympieza vestita |